# Китайско-чадские отношения
Китайская Народная Республика и Республика Чад впервые установили двусторонние отношения в 1972 году. Государства поддерживали отношения до 1997 года, когда Китай порвал связи по причине признания Чадом Тайваня. Отношения возобновились в августе 2006 года, когда Чад прекратил свои отношения с Тайванем и пообещал соблюдать «Политику единого Китая».

## Китайское финансирование развития Чада
После возобновления дипломатических отношений с Китаем в 2006 году Чад получил 219 млн долларов США в виде финансирования из Китая. Эта сумма включает:
- Экономическое и техническое сотрудничество в размере 80 млн долл. США по кредитам и облегчению бремени задолженности[7]
- Кредит в размере 92 млн долл. США на строительство цементного завода.[8]
- Строительство дорожной сети в Нджамене Гуандунской строительной компанией[9]